# Округ Логан (Охајо)
Округ Логан (енгл. Logan County) је округ у америчкој савезној држави Охајо.

## Демографија
По попису из 2010. године број становника је 45.858, што је 147 (-0,3%) становника мање него 2000. године.
| Група             | 2000.          | 2010.          |
| Белци             | 44.047 (95,7%) | 43.385 (94,6%) |
| Афроамериканци    | 786 (1,7%)     | 742 (1,6%)     |
| Азијати           | 185 (0,4%)     | 242 (0,5%)     |
| Хиспаноамериканци | 332 (0,7%)     | 539 (1,2%)     |
| Укупно            | 46.005         | 45.858         |